# Municipio de Tippecanoe (condado de Pulaski)
El municipio de Tippecanoe (en inglés: Tippecanoe Township) es un municipio ubicado en el condado de Pulaski en el estado estadounidense de Indiana. En el año 2010 tenía una población de 1104 habitantes y una densidad poblacional de 11,66 personas por km².

## Geografía
El municipio de Tippecanoe se encuentra ubicado en las coordenadas 41°8′5″N 86°32′3″O / 41.13472, -86.53417. Según la Oficina del Censo de los Estados Unidos, el municipio tiene una superficie total de 94.67 km², de la cual 94,31 km² corresponden a tierra firme y (0,37 %) 0,35 km² es agua.

## Demografía
Según el censo de 2010, había 1104 personas residiendo en el municipio de Tippecanoe. La densidad de población era de 11,66 hab./km². De los 1104 habitantes, el municipio de Tippecanoe estaba compuesto por el 93,21 % blancos, el 4,62 % eran afroamericanos, el 0,36 % eran amerindios, el 0,18 % eran asiáticos, el 0,45 % eran de otras razas y el 1,18 % eran de una mezcla de razas. Del total de la población el 3,8 % eran hispanos o latinos de cualquier raza.